# Comuna Rozdolivka, Murovani Kurîlivți
Rozdolivka (în ucraineană Роздолівка) este o comună în raionul Murovani Kurîlivți, regiunea Vinnița, Ucraina, formată din satele Drujba, Perekorînți și Rozdolivka (reședința).

## Demografie
Componența lingvistică a satului Rozdolivka
     Ucraineană (99,03%)
     Alte limbi (0,97%)
Conform recensământului din 2001, majoritatea populației satului Rozdolivka era vorbitoare de ucraineană (99,03%), existând în minoritate și vorbitori de alte limbi.